# Průtah Třebíčí
Průtah Třebíčí je silniční komunikace vedená skrze město Třebíč ve směru západ – východ v délce téměř pěti kilometrů. Celý průtah je částí silnice I/23. Jedná se o páteřní komunikaci ve městě, na niž navazují všechny hlavní silnice vedoucí z města.
Podél, či poblíž leží vlakové i autobusové nádraží, velké množství úřadů a institucí, stejně jako centrum města, jehož okrajová část musela při stavbě průtahu ustoupit.
Průtah je tvořen ulicemi a třídami: Pražská, Sucheniova, Bráfova třída, a Sportovní. Rovněž protíná Komenského, Masarykovo a Purkyňovo náměstí.

## Historie
Průtah byl slavnostně předán do užívání 30. června 1983, dílo mělo hodnotu 31,5 milionu Kčs. Projektantem stavby byl Dopravoprojekt a investorem byl tehdejší Jihomoravský krajský národní výbor. Celkem bylo vykoupeno a asanováno 121 objektů, primárně rodinných domů. Celkem bylo vykopáno 59 000 m3 zeminy, následně bylo 21 000 m3 užito na náspy pri budování průtahu.
Stará spojnice procházející skrze Žerotínovo náměstí na Stařečce, Karlovo náměstí a přiléhající poměrně úzké ulice již nebyla kapacitně vyhovující. Souběžně s novým autobusovým nádražím začal vznikat nový průtah městem s větší kapacitou a s k křižovatkami řízenými semafory. Na Stařečce, tedy v západní části průtahu, zvláště kvůli stavbě autobusového nádraží, ale zároveň kvůli nové silnici, zmizela velká část této místní části, stejně tak jako byl odstřelen pahorek Horka. Tím byl snížen terén o několik metrů, dnešní silnice se tak nachází pod úrovní bývalé ulice, která vedla v těchto místech. Základní škola T. G. Masaryka (toho času Základní škola Hanělova ulice), která se na této ulici nacházela, dnes stojí nad několikametrovou betonovou stěnou vybudovanou podél průtahu.
Na východní straně města vedla hlavní silnice původně po levém břehu řeky Jihlavy skrze Nové Dvory. Od této trasy bylo při stavbě průtahu rovněž upuštěno a od Masarykova náměstí, kde se dnešní silnice vrací na původní úroveň terénu, bylo využito stávající Bráfovy třídy až po Purkyňovo náměstí. Zde v devadesátých letech vznikla mimoúrovňová křižovatka se silnicí II/360, která rovněž posloužila jako nadjezd na železniční tratí číslo 240 a nahradila tak starý přejezd. V tu dobu se také spekulovalo o novém pojmenování ovlasti nynější Sportovní ulice jako ulice Konečného. V rámci stavby byla skrze skálu a Janáčkovo stromořadí, které bylo zachováno pouze z části, prostřílena nová Sportovní ulice, která byla za městem napojena na stávající výpadovku na Brno. Zároveň bylo počítáno s mimoúrovňovou křižovatkou a se Sportovní ulicí jako se součástí městského okruhu, proto také byla na Sportovní ulici později napojena nově vzniklá Velkomeziříčská ulice, vedoucí silnici II/360 na sever. Dnes se již s tímto úsekem průtahu jako s částí okruhu nepočítá a plánuje se vybudování nové komunikace položené jižněji.
V roce 2017 (předběžně od konce dubna do 30. října) proběhla velká rekonstrukce průtahu, byla opravována Bráfova třída a to za plné uzavírky, tato oprava navázala na dokončení opravy Podklášterského mostu. Oprava byla rozdělena na dvě etapy, první etapa uzavřela silnici od budovy okresního soudu ke křižovatce s Nádražní ulicí, druhá uzavře silnici od křižovatky s Nádražní ulicí po budovu Gymnázia. Součástí oprav kromě povrchu vozovky byly také opravy kanalizace a veřejného osvětlení. Investorem stavby byly Ředitelství silnic a dálnic, město Třebíč a Vodárenská akciová společnost. Rekonstrukce silnice skončila v termínu do 31. října, pokračování bylo naplánováno na rok 2018. Opraven byl také most v Brněnské ulici, následně navázala také oprava mostu ve Sportovní ulici a oprava Sucheniovy ulice.
Úsek Sportovní ulice bude opraven v roce 2018, přesněji od 3. dubna do 3. října (dle novějších informací do 4. října). Ve stejném termínu se bude také stavět podchod pod Sucheniovou ulicí, oba úseky budou průjezdné jedním pruhem. První etapa, kdy bude opravena levá polovina mostu, začne 3. dubna a potrvá do 3. července, následně 4. července bude zahájena oprava druhé poloviny, kdy ta má trvat do 4. října.
Most ve Sportovní ulici byl opraven v roce 2018, do konce srpna tohoto roku byla opravena první polovina, druhá polovina má být opravena ke konci října téhož roku. Stavba nabrala drobná zpoždění, protože stavební dokumentace z doby stavby mostu neodpovídala realitě a tak bylo potřeba provést dodatečnou diagnostiku.
V roce 2019 byl rekonstruován most u nemocnice. V rámci rekonstrukce byly změněny trasy linek MHD.
V souvislosti s přestavbou mostu bylo zmíněno, že v Třebíči chybí další silnice směrem na jih, kdy na Hrotovické a Znojemské ulici projíždělo cca 25 tisíc aut denně, v době uzavírky tento počet projíždí pouze jednou ulicí - Znojemskou. A to způsobuje velké kolony. Město doporučilo řidičům pěší chůzi a prosilo o trpělivost. V roce 2021 byla naplánována rekonstrukce průtahu v prostorách Pražské a Sucheniovy ulice.